# Montréals tunnelbana
Montréals metro (även: Montréals tunnelbana, franska: Métro de Montréal) är tunnelbanesystemet i Kanadas andra stad, Montréal. Det invigdes 1966 och drivs idag av företaget STM (Société de transport de Montréal). Den täcker de centrala och norra delarna av Montréal och har även en station i Longueuil och tre i Laval. Metron är av samma storlek som tunnelbanan i Toronto.

## Historik och trafik
Den första spårdrivna kollektivtrafiken infördes i Montréal 1861. Det var då frågan om hästdragna spårvagnar som framfördes på St. James Street (idag rue St-Jacques). Spårvägstrafiken byggdes ut, allteftersom staden växte, men trängseln på stadens gator gjorde att kollektivtrafik genom tunnlar snart kom på tal.
Planer på ett första tunnelbaneprojekt lades fram 1910. Det var bara det första i en lång rad av länge fåfänga försök att skaffa underjordisk kollektivtrafik i Kanadas på den tiden största stad. Senare projekt lades fram 1944, 1953 och 1961. På det expansiva 60-talet blev tunnelplanerna äntligen verklighet, och 1962 sattes spadarna i marken. Byggandet kom efter något år också att påskyndas av beslutet att tilldela Montréal värdskapet för 1967 års världsutställning.
Metron invigdes den 14 oktober 1966 och hade från början 26 stationer på tre linjer. I dag finns 68 stationer på fyra linjer och totalt 66,0 km spår.

## Utformning
Detta var den första tunnelbanan i världen som byggdes uteslutande för vagnar rullandes på gummiklädda hjul. Métro de Montréal inspirerades till sin uppbyggnad av sin namne i Paris, och metron i Montréal har i sin tur gett inspiration till de senare tunnelbaneprojekten i Lyon, Marseille och Mexico City. Alla tre konstruerades några år senare, och alla tre är uppbyggda med samma sorts stationsarkitektur och gummiklädda vagnshjul som metron i Montréal.
Métro de Montréal är helt och hållet byggd som tunnelbana, det vill säga en spårbunden lokal kollektivtrafik som uteslutande kör genom underjordiska tunnlar. Metrooperatören STM förklarar det i sin dokument med att vagnarna inte är byggda för det kanadensiska utomhusklimatet och att elsystemet skulle bli hårt drabbat av regn och smältande snö. Stadens hårda (vinter)klimat har också påverkat utformningen av metrons stationer. Till skillnad från hos många andra tunnelbanesystem, är nästan alla Montréal-metrons stationer inbyggda på olika sätt. Öppningarna till stationerna mynnar antingen i befintliga byggnader eller är inbyggda i egna små byggnader.
Metron i Montréal tillhör, tillsammans med Stockholms tunnelbana, de tidigaste tunnelbanesystemen utanför Östblocket att placera ut allmän konst i stationerna. Idag finns över 100 konstverk utplacerade i ett femtiotal stationer.

## Trafik och linjer
Metron är av samma storlek – i antal linjer, linjekilometer och stationer räknat – som tunnelbanan i Toronto. Montréals metro hade 2010 fler passagerare än motsvarigheten i Toronto, delvis beroende på Toronto också har en spårväg, någon som Montréal idag saknar. 2010 gjordes 296,3 miljoner resor på de fyra linjerna, och första kvartalet 2011 transporterade den dagligen (måndag–fredag) över 1,1 miljoner passagerare. Enligt operatören STM motsvarar det Nordamerikas tredje största tunnelbanetrafik, efter tunnelbanorna i New York och Mexico City.
Turtätheten på de fyra metrolinjerna är på 2–6-minutersintervall under högtrafik och 5–10-minutersintervall under lågtrafik.
Dagens fyra tunnelbanelinjer identifieras med hjälp av färg, nummer eller skyltning med ändstation. Den mest använda linjen är den orangea linjen, medan den blå linjen är lugnast. Den gula linjen är den kortaste, med endast tre stationer, och byggdes särskilt för Expo 67.
| Linje | Linje            | Ändstationer | Ändstationer | Ändstationer                       | Invigd | Senast om-/tillbyggd | Längd   | Antal stationer | Högtrafik | Lågtrafik |
| ----- | ---------------- | ------------ | ------------ | ---------------------------------- | ------ | -------------------- | ------- | --------------- | --------- | --------- |
| 1     | Ligne 1 – verte  | Angrignon    | ↔            | Honoré-Beaugrand                   | 1966   | 1978                 | 22,1 km | 27              | 2–4 min   | 5–10 min  |
| 2     | Ligne 2 – orange | Côte-Vertu   | ↔            | Montmorency (Henri-Bourassa)*      | 1966   | 2007                 | 30,0 km | 31              | 2–4 min   | 5–10 min  |
| 4     | Ligne 4 – jaune  | Berri-UQAM   | ↔            | Longueuil–Université-de-Sherbrooke | 1967   | 1967                 | 4,25 km | 3               | 4–6 min   | 10 min    |
| 5     | Ligne 5 – bleue  | Snowdon      | ↔            | Saint-Michel                       | 1986   | 1988                 | 9,7 km  | 12              | 3–5 min   | 6–10 min  |

Noter :
- En del tåg på den orangea linjen, i riktning från Côte-Vertu, vänder redan vid Henri-Bourassa-stationen.
- Någon Linje 3 har aldrig funnits. Denna "tredje linje" skulle ha kommit till genom samarbetsprojekt med järnvägsbolaget Canadian National, som på 1960-talet planerade en järnvägssträckning i tunnel genom Montréal. Projektet blev dock aldrig till en del av metron utan skrinlades till förmån för den gula linje 4, med vilken man nådde Île Sainte-Hélène (där världsutställningen Expo 67 ägde rum). "CN-sträckningen" var konstruerad för stålhjulsteknik, medan tunnelbanan i övrigt gjordes för vagnar med gummihjul. Tunneln och bandelen användes för pendeltågstrafiken mellan Montréal och Deux-Montagnes till 2020, då den stängdes för att konverteras till lättmetro.[3]

Linjenätet i Montréals tunnelbana.

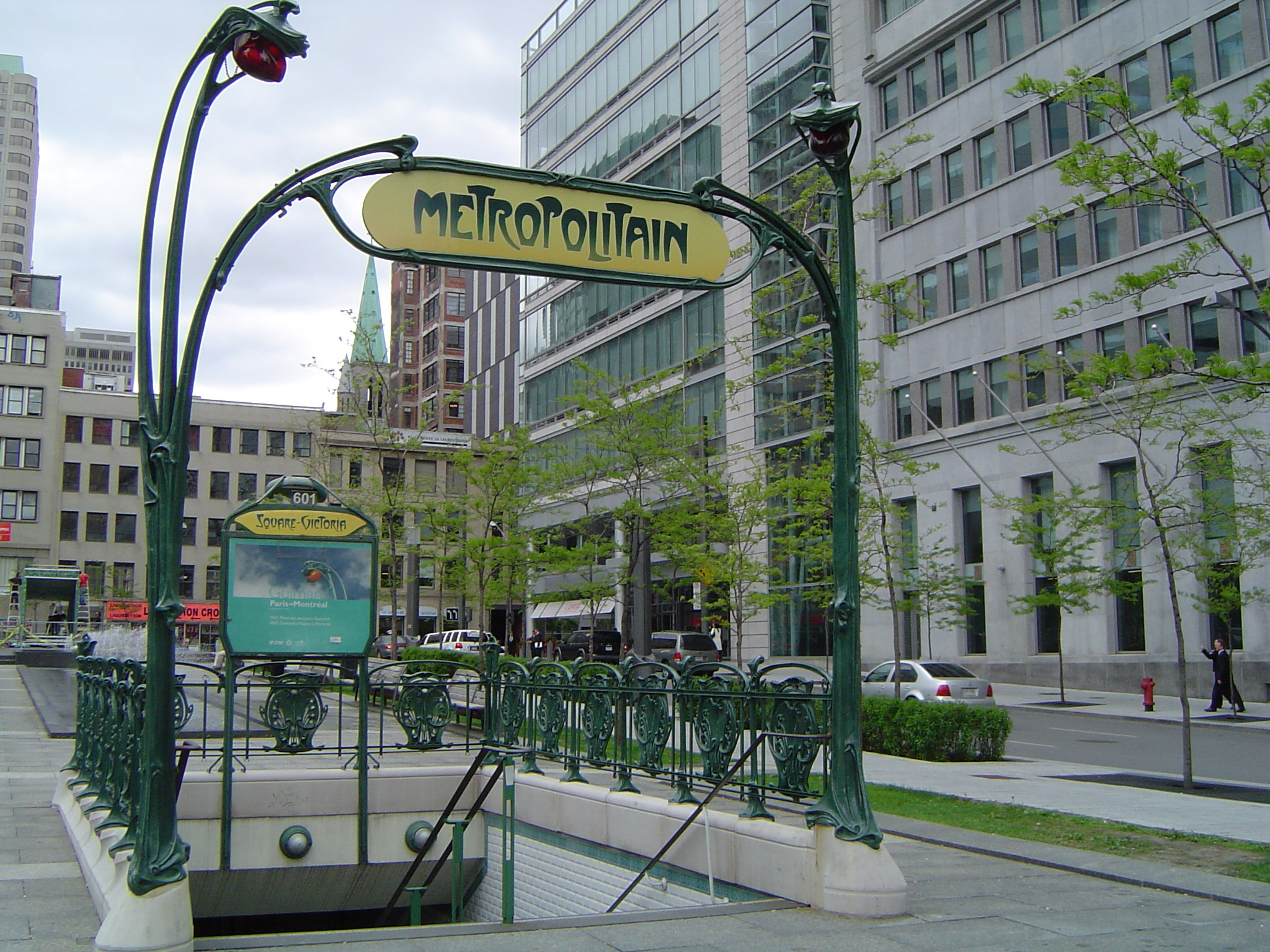
En av nedgångarna till Square-Victoria-stationen påminner tydligt om metrons inspiration från den i Paris. Denna skyltning är en gåva från staden Paris.
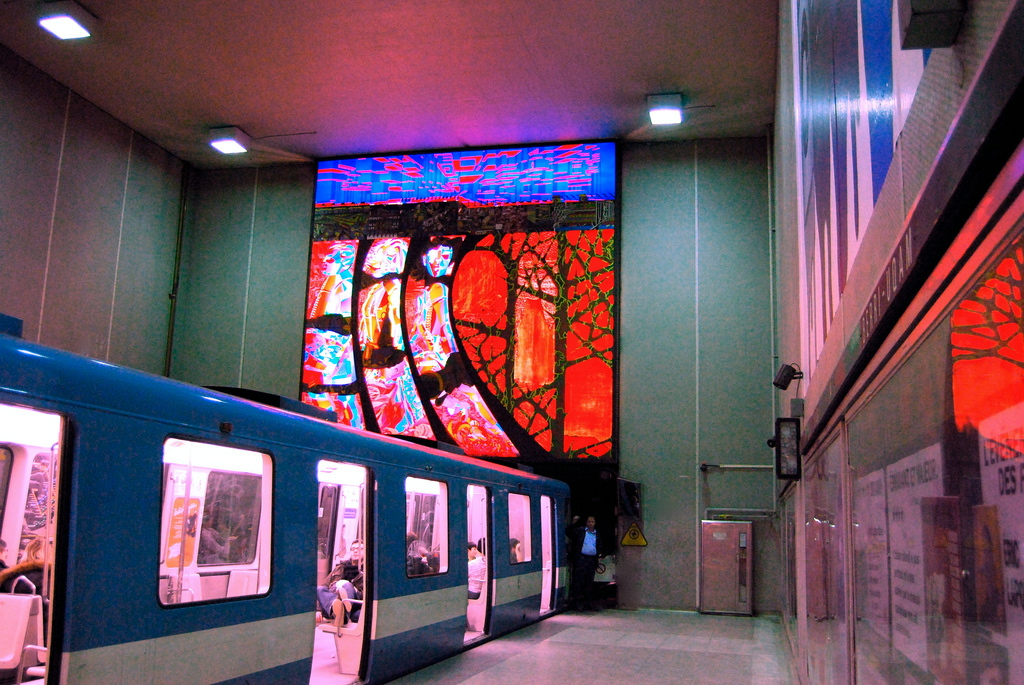
Glasmålningar av Pierre Gaboriau och Pierre Osterrath vid Berri-UQAM-stationen.
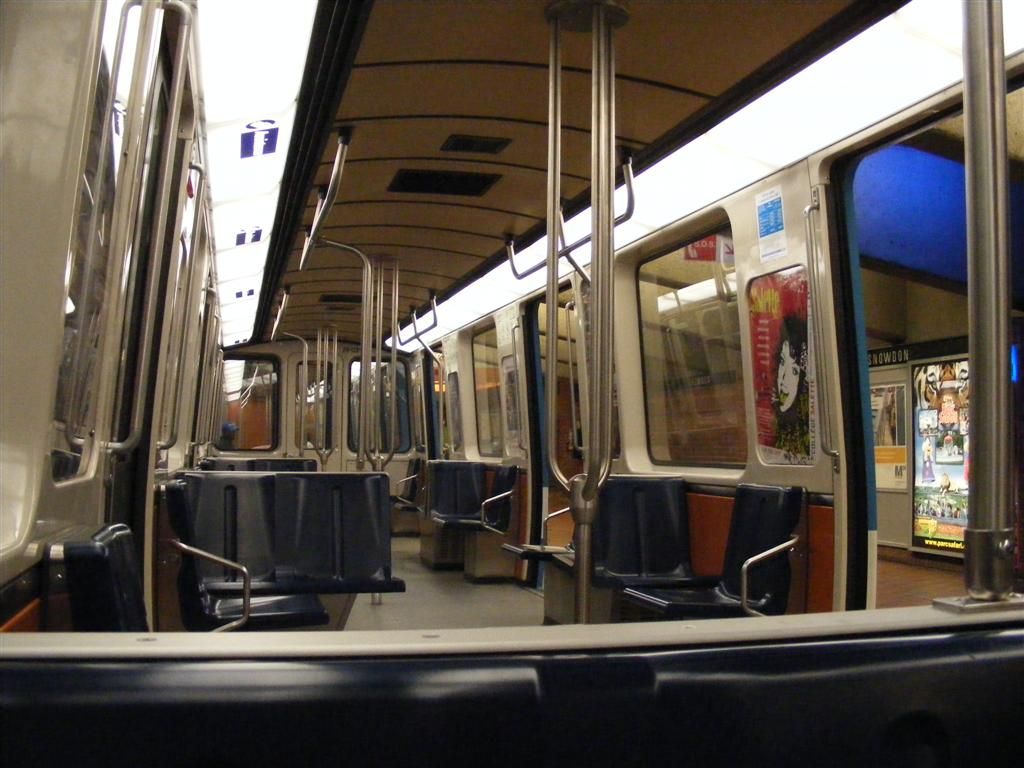
Interiör hos en MR-73-vagn. Modellen sattes i trafik 1976.